# 杀出重围
《杀出重围》是一款动作角色扮演游戏，由离子风暴公司开发、Eidos Interactive于2000年发行，结合了第一人称射击和角色扮演的元素。该游戏广受好评，获选为PC Gamer评出的电脑游戏百强第一名以及英国游戏杂志《PC Zone》读者投票选出的“有史以来最佳电脑游戏”。它经常被选入年度游戏奖，其玩家选择和多重叙事路径方面的先锋性设计赢得了评论家的赞赏。截至2009年4月23日，该游戏被卖出超过100万份。2003年推出續集《駭客入侵：隱形戰爭》，以及2011年的前傳《駭客入侵：人類革命》。2015年，發行商Square Enix宣佈前傳續集《駭客入侵：人類分裂》，於2016年8月23日推出。
游戏设定在2052年的反乌托邦世界，主角是新进的联合国反恐联盟特工JC·丹顿，他要在混乱的世界中与恐怖分子势力作斗争。随着剧情的展开，丹顿陷入了一场久远而深重的阴谋，在他的旅途中遇到了Majestic 12、光明會、香港黑社会等形形色色的组织。